# Kojení

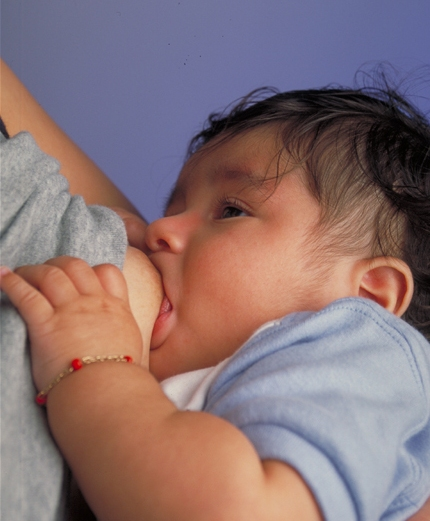
Kojení dítěte

Mezinárodní symbol kojení (Matt Daigle, vítěz soutěže Mothering magazine, 2006)

Kojení je krmení novorozeného nebo malého mláděte mlékem z mléčné žlázy matky. Jedná se o způsob výživy mláďat, který je společný všem savcům včetně člověka.

## Kojení
| Aby pak kojná zůstala způsobilou к dálšímu živení svěřence svého, nesmíme ji vytrhnouti z obvyklého živobytí jejího, pokud se týká jídla, pití a pohybování, a proto jí můžeme dávati obyčejnou stravu, jaká vůbec v domácnostech panuje. Poněvadž ale kojná potřebuje mnoho jídla, nesmí se na ní šetřiti ; rozumí se zajisté samo sebou, že tím lépe bude prospívati kojenec, čím více a pravidelněji budeme živiti kojnou jeho, a každá rodina, která by chtěla snad šetřiti, nechť jen pováží, že všecko to vlastně dává se děcku, co se popřává nebohé této ženštině, kteráž jen к vůli cizému děcku vlastně je jaksi na krmníku. Na druhé straně nesmí se opět mysliti, že se má kojná pokrmy příliš hojnými a mastnými přecpávati, poněvadž by i tato nepravá míra jí a děcku byla škodlivá. Nejobyčejnější pořádek je asi tento: Ke snídaní žejdlík kávy, dvě housky; dopoledne talíř polévky, sklenice dobrého lehkého piva; v poledne obyčejný oběd, sklenice piva; odpoledne žejdlík kávy, dvě housky; večer polévka, sklenice piva. Tento jídelní lístek, jenž opět okazuje, jak mnoho peněz kojná stojí, platí ovšem též pro ty matky, které samy kojí; rozumí se ale samo sebou, že pokrmy tyto nesmí obsahovati nic těžce záživného, aby ani matka, ani dítě netrpěly nadýmáním; chleba, kyselého zelí a pod. věcí bude se kojná varovati. |
| Čeněk Křížek: Pravá pomoc v těhotenství, při porodu, v šestinedělí a při ženských nemocech, 1875 |

Novorozenci a kojenci mají sací reflex, který jim umožňuje sát a polykat mléko z mléčné žlázy. Existují důkazy o tom, že až na vzácné výjimky je mateřské mléko tím nejlepším zdrojem potravy pro lidské novorozence. Mezi odborníky však dosud není shoda o tom, jak dlouhá doba kojení je optimální k tomu, aby z něj dítě získalo co největší prospěch, ani o tom, jak velké riziko představuje používání náhrad mateřského mléka.
WHO a UNICEF dnes doporučuje kojení (s přikrmováním od 6 měsíců) do 2 let věku dítěte i déle – podle potřeb matky i dítěte.
Dítě může být kojeno vlastní matkou nebo jinou ženou v laktaci. Mateřské mléko může být odstříkáváno a podáváno dítěti z lahve. Rovněž je možné používat pasterizované mléko od dárkyň. Pro děti matek, které nemohou nebo nechtějí své děti kojit, jsou k dispozici náhradní mléka. Ačkoliv jsou velmi různorodé výsledky studií o tom, jaká je relativní hodnota náhrad mateřského mléka, používání těchto náhrad je všeobecně považováno za méně hodnotné než kojení, a to jak pro normálně narozené, tak i pro nedonošené děti. V mnoha zemích je krmení náhradní kojeneckou výživou spojeno se zvýšenou úmrtností kojenců na průjmová onemocnění. Ovšem pokud se používá nezávadná voda a jsou dodržovány další hygienické zásady, je krmení náhradním mlékem považováno za přijatelné. Vlády i mezinárodní organizace (např. WHO) přijímají různé strategie na podporu kojení.

## Laktace

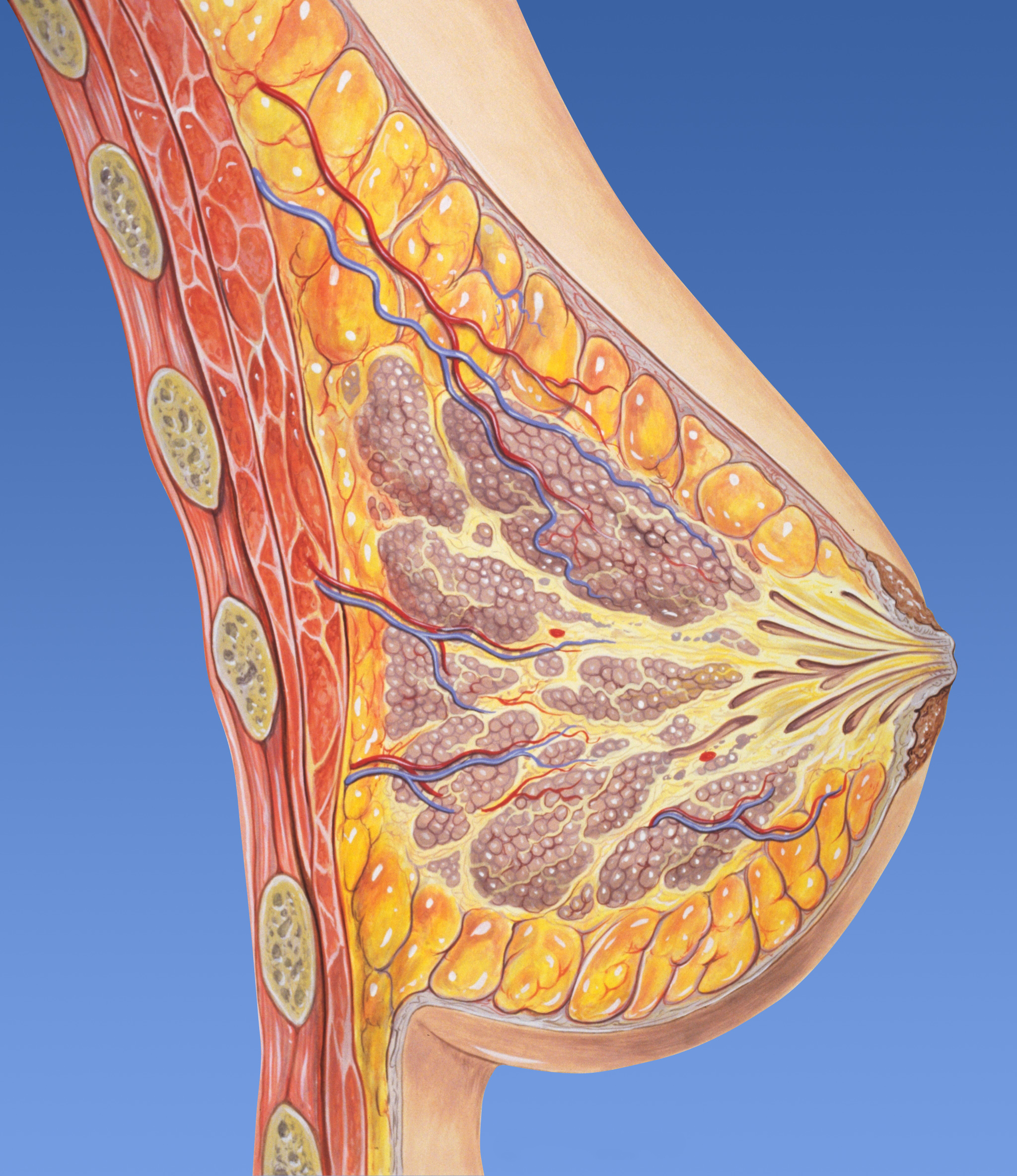
Stavba prsu

Tvorba a vylučování mléka se nazývá laktace. Když dítě saje, hormon oxytocin vypuzuje mléko z alveolů (sklípků) mléčné žlázy do mlékovodů za prsním dvorcem a dále dítěti do úst.

### Hormonální vlivy
Od třetího měsíce těhotenství ženský organismus produkuje hormony, které stimulují růst systému mléčných kanálků v prsech:
Progesteron ovlivňuje růst alveolů a laloků žlázy. Hladiny progesteronu a estrogenů po porodu prudce klesají, což vyvolá tvorbu mleziva (kolostrum).
Estrogeny stimulují růst mléčných kanálků. Hladina estrogenů klesá po porodu a zůstává nízká po dobu prvních asi sedmi měsíců kojení. Doporučuje se proto, aby kojící ženy neužívaly hormonální antikoncepci s obsahem estrogenů. Zvýšení hladiny estrogenů může omezit tvorbu mléka.
Prolaktin přispívá ke zvýšenému růstu alveolů během těhotenství.
Oxytocin stahuje hladké svalstvo dělohy během porodu a v období po něm a také při orgasmu. Po porodu oxytocin stahuje hladké svalstvo okolo alveolů prsní žlázy, čímž vypuzuje nově vytvořené mléko do kanálků. Oxytocin je nezbytný pro vypuzovací reflex (ejekce mléka při sání).
Human placental lactogen (HPL, lidský placentární laktogen). Od druhého měsíce těhotenství placenta vytváří velké množství tohoto hormonu. Tento hormon hraje roli při růstu prsu, bradavky a prsního dvorce před porodem. Prsní žlázy jsou připraveny vytvářet mléko od pátého nebo šestého měsíce těhotenství. Je rovněž možné laktaci vyvolat uměle.

#### Laktogeneze I
Na konci těhotenství vstupuje mléčná žláza do první fáze laktogeneze. V této fázi produkuje kolostrum (mlezivo), hustou, někdy nažloutlou tekutinu. V této fázi ještě vysoké hladiny progesteronu blokují většinu produkce mléka. Z medicínského hlediska nehraje žádnou roli, pokud mléčná žláza produkuje kolostrum ještě před porodem.

#### Laktogeneze II
Porod placenty způsobí náhlý pokles hladin progesteronu, estrogenů a HPL, zatímco hladina prolaktinu zůstává i nadále vysoká. Toto náhlé snížení hladiny progesteronu ve spojení s vysokou hladinou prolaktinu stimuluje tvorbu bohatou produkci mléka ve druhé fázi laktogeneze.
Po první stimulaci prsu se zvýší hladina prolaktinu v krvi (s vrcholem po cca 45 minutách) a během asi 3 hodin se opět vrátí do stavu před započetím kojení. Tento vzestup hladiny prolaktinu spustí v alveolech tvorbu mléka. Prolaktin se rovněž vylučuje do mléka.
Do tohoto procesu se rovněž zapojují i jiné hormony – inzulín, thyroxin a kortizol, jejich role však zatím není úplně jasná. Ačkoliv biochemické ukazatele naznačují, že druhá fáze laktogeneze začíná asi 30–40 hodin po porodu, matky obvykle začínají mít pocit plnosti prsů až po 2–3 dnech po porodu.
Kolostrum neboli mlezivo je první mléko, které kojené dítě dostává. Obsahuje větší množství bílých krvinek a protilátek než zralé mléko. Zejména to je vysoké množství imunoglobulinu A (IgA), který pokryje sliznici nevyzrálého tenkého střeva dítěte. Tím pomáhá chránit dítě před průnikem mikroorganismů do organismu. Sekreční IgA rovněž pomáhá předcházet vzniku potravinových alergií. Po dvou týdnech od porodu se kolostrum postupně mění ve zralé mléko.
Mlezivo je produkováno v malém množství (přizpůsobuje se tak nezralému trávicímu organismu miminka), obsahuje však obrovskou spoustu cenných látek připravených miminku přesně na míru. I v malém množství je zcela dostačující pro výživu miminka.

#### Laktogeneze III
Během těhotenství a prvních dnů po porodu je tvorba mléka řízena systémem endokrinních hormonů (vylučovaných do krve). Jakmile je tvorba mléka pevněji nastolena, začíná se uplatňovat řízení autokrinní (hormony působící v místě své tvorby). To je třetí fáze laktogeneze.
V této fázi se tvoří tím více mléka, čím více je ho z prsu odebíráno. Výzkumy rovněž naznačují, že úplnější vyprázdnění prsu rovněž podpoří tvorbu mléka. Tvorba mléka je tedy silně závislá na tom, jak často se dítě krmí a jak dobře je schopno odebírat mléko z prsu. Nízká tvorba mléka může být způsobena:
- nedostatečnou frekvencí kojení nebo odstříkávání;
- neschopností dítěte odebírat efektivně mléko z prsu z důvodu např. deficitu čelistí nebo struktury úst;
- endokrinní (hormonální) poruchou u matky;
- nedostatečně vyvinutou prsní tkání;
- poruchou metabolismu nebo trávení u dítěte;
- nedostatečný kalorický příjem nebo malnutrice (nedostatek živin) u matky.

Kojení aspoň jednou každé 2–3 hodiny pomáhá udržet tvorbu mléka. Odběr mléka 8× za 24 hodin udržuje jeho tvorbu jak v prvních měsících laktace, tak především i po uplynutí čtvrtého měsíce. Průměrný počet kojení je individuální, často se zmiňuje 10–12 za 24 hodin, častější ani méně časté kojení ale není nic neobvyklého. Ideální je kojit podle potřeb miminka. To se týká i délky kojení. Neexistuje pevně stanovený čas, po který by se dítě mělo kojit. Výzkumy rovněž potvrdily neexistenci předního a zadního mléka.
Kojení dítěte na vyžádání (on demand), které může znamenat mnohem častější krmení, než je doporučované minimum, je tím nejlepším způsobem, jak udržet produkci mléka a zajistit, aby byla u dítěte uspokojena potřeba mléka.
Kromě potřeby jídla a pití naplňuje kojení u miminka i potřebu blízkosti maminky, tepla a pocitu bezpečí.

### Reflex ejekce mléka
Uvolnění oxytocinu vede k ejekci mléka. Oxytocin stahuje hladké svalstvo okolo mléčné žlázy, čímž dochází k vypuzení mléka. Kojící ženy popisují své pocity při tom různě. Některé cítí lehké brnění, jiné cítí značný tlak nebo lehkou bolest, a jiné necítí nic zvláštního.
Reflex není pokaždé stejný, obzvláště ze začátku. Myšlenka na kojení nebo zvuky vydávané jiným dítětem mohou u matky vyvolat tento reflex a způsobit nechtěné vytékání mléka. Rovněž může dojít k tomu, že mléko uvolňují oba prsy současně, ačkoliv je dítě kojeno jen z jednoho. Tyto problémy se obvykle srovnají během dvou týdnů. Problémy s kojením mohou vyvolat stresové situace a úzkost.
Zhoršený vypuzovací reflex může být také zapříčiněn bolestivými nebo rozpraskanými bradavkami, odloučením od dítěte, operací prsou v minulosti nebo dřívějším poraněním. Existují různé metody, jak lze podpořit tento reflex v případě potíží. Zahrnují např. kojení v příjemném a známém prostředí, masáž prsou nebo zad, zahřívání prsou látkou nebo sprchou aj.

### Poporodní bolesti
Uvolnění oxytocinu, které vyvolává ejekční reflex, rovněž způsobuje stahy dělohy, která se po porodu zavinuje do své původní velikosti. Kojící matky mohou tyto stahy během kojení vnímat jako bolestivé. Mohou se podobat menstruačním bolestem, ale i porodním stahům. Po porodu druhého nebo dalšího dítěte mohou být mnohem silnější.

### Laktace bez těhotenství
Ženy si mohou někdy navodit laktaci, ačkoliv nikdy předtím nebyly těhotné. Tento stav se nazývá „indukovaná laktace“. Pokud žena v minulosti kojila a znova se u ní spustí laktace, hovoříme o relaktaci. Pokud jsou bradavky soustavně stimulovány odsávačkou mléka nebo skutečným sáním, může to někdy vést k vyvolání tvorby mléka v množství potřebném ke kojení dítěte. Tímto způsobem jsou někdy schopny kojit dítě adoptivní matky. Mléko vytvořené indukovanou laktací se svým složením neliší od mléka produkovaného po porodu.
V lékařské literatuře jsou popsány i vzácné případy laktace u mužů. Laktace může být i vedlejším účinkem některých léků, typicky u tzv. atypických antipsychotik.

## Mateřské mléko
Dosud nejsou popsány úplně všechny vlastnosti mateřského mléka. Obsah živin je však znám a je také relativně stálý. Složky mléka pocházejí z výživy matky a z živin, které kolují v její krvi v době kojení. Pokud některých živin není dostatek, uvolňují se z tělesných zásob. Odhaduje se, že kojící žena má kvůli zabezpečení produkce mléka pro své dítě energetickou spotřebu vyšší o 500–600 kalorií denně. Složení mléka se samozřejmě liší hodinu od hodiny, podle toho, jak je zrovna dítě kojeno, a podle momentální konzumace stravy a vlivů prostření. Kolísá zejména poměr tuku a vody v mléce.
Mléko uvolňované na začátku krmení (foremilk) je vodnaté s nízkým obsahem tuků a vysokým obsahem sacharidů (cukrů). Během krmení mléko postupně získává více krémovou konzistenci (hindmilk). Obsah tuku v mléce je primárně ovlivňován vyprázdněním prsů – čím méně v nich zůstává mléka, tím je obsah tuku vyšší. K úplnému vyprázdnění ovšem nemůže v době laktace dojít, neboť mléko se tvoří průběžně.

### Náhrada mateřského mléka
Mateřské mléko obsahuje více než 100 různých složek, z nichž některé člověk nedovede vyrobit ani rozpoznat, a proto není úplná umělá náhražka mateřského mléka možná. Příkrm zvířecím mlékem (nejspíše kravským nebo kozím) je doložen už před 3 až 7 tisíci lety z malých nádobek s hubičkou, které se zachovaly v dětských hrobech a uvnitř kterých byly nalezeny živočišné bílkoviny. Matka se tak mohla starat o více dětí a úspěšně je vychovat, což vedlo k rychlejšímu růstu lidské populace. Více viz Příkrm.

## Výhody kojení
Kojení přináší výhody pro matku i dítě, a to jak po stránce fyzické, tak i psychické. Dítě dostává od matky živiny a protilátky, do těla matky se zase uvolňují různé hormony. Kojení posiluje psychické vazby mezi matkou a dítětem.

### Výhody pro dítě
„Rozsáhlý výzkum, zejména v posledních letech, dokazuje rozličné a přesvědčivé výhody kojení a používání mateřského mléka pro děti, matky, rodiny i společnost. Jedná se o výhody zdravotní, výživové, imunologické, psychologické, sociální, ekonomické, pro zdravý vývoj dítěte a pro životní prostředí.“ — prohlášení Americké pediatrické akademie (AAP), 1997  
Kojené děti mají nižší riziko náhlého úmrtí (tzv. syndrom náhlého úmrtí dítěte, SIDS) a dalších onemocnění. Sání prsů povzbuzuje správný vývoj zubů a řečových orgánů. Sání rovněž pomáhá předcházet obstruktivní spánkové apnoe (přerušení dýchání během spánku uzavřením dýchacích cest). Mateřské mléko má rovněž optimální teplotu a je v prsu k okamžité dispozici.
Kojení je rovněž spojeno se snížením rizika následujících onemocnění:
- alergie;
- astma;
- autoimunní onemocnění štítné žlázy;
- bakteriální meningitida (zánět mozkových blan);
- rakovina prsu;
- celiakie (nesnášenlivost lepku);
- Crohnova choroba (zánětlivé onemocnění střev);
- diabetes mellitus (cukrovka);
- průjem;
- ekzémy;
- gastroenteritida (zánět žaludku a střev, infekčního i jiného původu);
- Hodgkinova choroba (nádorové onemocnění mízních uzlin);
- nekrotizující enterokolitida (závažný zánět střev);
- roztroušená skleróza;
- obezita;
- zánět středního ucha;
- infekce dýchacích cest a sípání;
- revmatoidní artritida (zánětlivé onemocnění kloubů);
- infekce močových cest.

Mateřské mléko obsahuje různé složky působící proti infekci. Je to např. para-aminobenzoová kyselina (PABA), která je nezbytná pro výživu střevních bakterií (a údajně působí i proti malárii); laktoferin, druhý nejvíce zastoupený protein v lidském mléku, který váže železo a blokuje růst některých bakterií Escherichia coli, Salmonella aj.; a imunoglobulin A (IgA), protilátku, která chrání dítě před infekcí.
Mateřské mléko rovněž obsahuje optimální množství aminokyselin cystinu, methioninu a taurinu, které jsou potřebné pro rozvoj nervové soustavy. Výzkum novozélandských vědců ukázal mírně lepší schopnosti učení u kojených dětí ve školním věku.
Používání neupraveného kravského mléka, které obsahuje ve velkém množství bílkovinu beta-laktoglobulin, je častým zdrojem alergií.

### Výhody pro matku
Kojení je výhodné nejen pro dítě, ale i pro matku. Stimulací bradavek při kojení se uvolňují hormony jako oxytocin a prolaktin, které přinášení psychické uvolnění a dává jí větší pocit péče o své dítě. Kojení v krátké době po porodu zvyšuje systémové hladiny oxytocinu. Tím dochází k rychlejšímu stahování dělohy a snižuje se krvácení.
Jelikož se tuk nastřádaný v průběhu těhotenství využívá k tvorbě mléka, dlouhodobé kojení pomáhá matce vrátit se ke své původní hmotnosti. Časté kojení může vést k oddálení nástupu pravidelného menstruačního krvácení po porodu. To se někdy využívá jako metoda ke kontrole početí (dokud žena nemá menstruační, tedy ani ovulační cyklus, nemůže otěhotnět). Tato metoda je však málo spolehlivá. Mnohé ženy otěhotní i v době výlučného kojení. Kojení je možné i v těhotenství, avšak tvorba mléka je do jisté míry omezena.
Kojící ženy mají snížené riziko mnoha onemocnění jako např. osteoporózy, rakoviny prsu, endometria (děložní sliznice) a vaječníků,[zdroj?] dále sníženou spotřebu inzulínu při diabetu, snížené riziko poporodního krvácení aj.
Matky, které kojí déle než 8 měsíců, mají lepší remineralizaci kostí (ukládání minerálních látek do kostí).[zdroj?]
Na druhou stranu některé ženy mohou v důsledku kojení trpět kvasinkovou nebo bakteriální infekcí prsní bradavky.

### Upevňování vazeb
Hormony uvolňované během kojení přinášejí matce větší pocit péče o své dítě. Upevňování vazby matky k dítěti je důležité i proto, že až 80 % žen trpí nějakou formou poporodní deprese, ačkoliv většinou jde jen o mírné příznaky. Partner ženy a ostatní pečující osoby mohou ženu podporovat různými způsoby. Tato podpora je důležitá pro úspěšné kojení. Partneři by se měli naučit zvládat běžné problémy, aby kojící žena nebyla vystavena zbytečnému stresu.
Kojení může ovlivnit i citové vazby mezi partnerem matky a dítětem. Zatímco někteří partneři se mohou cítit odstrčeni, zatímco žena kojí, jiní to vnímají jako příležitost k upevnění rodinných vazeb. Péče o novorozence a kojení vyžadují mnoho času. To může zvýšit tlak na partnera a rodinu, protože partner se musí postarat o matku a dělat činnosti, které normálně v domácnosti zvládá ona. Avšak pokud partner má partnerce skutečný zájem poskytnout svoji podporu, tento tlak může pomoct upevnit rodinné vztahy.

## Onemocnění a další faktory narušující kojení
Různé problémy při kojení jsou poměrně běžné, ovšem přiložení dítěte k prsu co nejdříve po porodu je pomáhá významně omezovat. V doporučeních Americké pediatrické akademie (2005) dokonce stojí: „Odložte vážení, měření, koupání, nabírání krve a oční profylaxi do doby, než se dítě poprvé nakojí.“
Mnohé potíže s kojením mohou vyřešit ještě v porodnici školené sestry, laktační poradkyně, porodní asistentky a pracovníci nemocnice.
Faktory, které narušují úspěšné kojení, mohou být následující:
- umělá kojenecká strava;
- dudlíky, šidítka, savičky, prsní kloboučky;
- kandidóza (moučnivka, kvasinkové onemocnění);
- vyrušování během kojení;
- dlouhé odloučení dítěte od matky
- problémy s dýcháním u dítěte;
- problémy s polykáním u dítěte, nevyzrálá koordinace dýchání a sání u nevyzrálých dětí, abnormality trávicího ústrojí;
- bolest dítěte po chirurgickém zákroku (např. obřízce), vyšetření krve nebo očkování;
- problémy s přikládáním k prsu;
- slabý sací reflex;
- nízká vitalita dítěte;
- málo vyvinutá prsa, nedostatečně vyvinutá mléčná žláza;
- rozštěp patra u dítěte;
- těsná uzdička jazyka nebo rtu;
- nízká nebo vysoká hladina glukózy v krvi;
- hypotonické dítě;
- hyperlaktační syndrom;
- příliš silná ejekce mléka;
- nevhodná kojící poloha;
- ustálení laktace;
- kojení dle stanovených intervalů např. kojení po 3 hodinách

Děti s rozštěpem mohou být kojeny jako tzv. děti málo savé, tedy obvykle s pomůckami, ale za určitých podmínek i bez nich.
Navzdory rozšířenému názoru, že to není možné, lze kojit i dítě s kompletním rozštěpem tvrdého a měkkého patra. „Často samotný předpoklad, že tyto děti není možné kojit, způsobí, že nejsou kojeny. Nedostanou totiž dostatečnou šanci a pomoc.“, uvádí Andrea Poloková, laktační poradkyně slovenského občanského sdružení Mamila.
Na YouTube je možné najít videa v anglickém jazyce, která dokumentují kojení takovýchto dětí nebo přímo provádějí instruktáž ke kojení dětí s rozštěpem patra. V češtině se kojení dítěte s rozštěpem patra nevěnuje mnoho pozornosti. Matky jsou v lepším případě instruovány, aby alespoň mateřské mléko odstříkaly a podávaly pomůckami pro málo savé (obvykle předčasně narozené) děti. Webové stránky, které se přímo věnují léčbě dětí s obličejovými rozštěpy, buď tvrdí, že kojení není možné (s odkazem na to, že "díky otevřené komunikaci mezi nosem a ústy nemůže dítě s rozštěpem patra vytvořit efektivní záporný vnitroústní tlak"), nebo kojení sice zmiňují, ale nenabízejí obecnou informativní pomoc a odkazují na individuální pomoc laktačních poradkyň.
Kojení dítěte s kompletním jednostranným rozštěpem obličeje (ret, dáseň, tvrdé i měkké patro) je také možné, a to jako tzv. kojení, jehož účelem není dosyta nakrmit (angl. non-nutritive breastfeeding). Matky dětí s rozštěpy obličeje obvykle musejí čelit stejným potížím při učení (se) kojení jako matky dětí bez vývojové vady. Pomoc mohou nalézt na webových stránkách, které se věnují kojení obecně, nemusejí se omezit na zdroje spjaté přímo s vývojovou vadou. Tyto stránky někdy odkazují na příběhy matek, které dítě s rozštěpem obličeje úspěšně kojily a mohou dále pomoci. Předčasně narozené děti mohou mít potíže s koordinací sání a dýchání. Mohou se též unavit během krmení. Tyto děti často také nejsou schopny přijímat ústy dostatek kalorií a potřebují podávat výživu žaludeční sondou.

### Bojkot kojení
Pokud dítě odmítá kojení, odtrhává se od prsu a pláče, jedná se tzv. bojkot kojení. Tento stav může být způsoben několika faktory, jako je např. separace od matky, používání dudlíku nebo špatná (dítěti nepohodlná) kojící poloha. Od bojkotu kojení může nejčastěji pomoci kontakt kůže na kůži (matka s miminkem), změna kojící polohy nebo vyřazení flašek a dudlíků. Předejít bojkotu mohou pomoci správné návyky při kojení – kojit na požádání, neodpojovat dítě od prsu a pro případné dokrmy zvolit správné médium.

### Bolesti prsou
Bolest často narušuje kojení. Po nedostatečné tvorbě mléka jde o druhý nejčastější důvod, proč ženy přestávají kojit a přecházejí na umělou výživu.

#### Přeplnění prsů
Pro prevenci přeplnění prsu je velmi důležité, aby bylo miminko v co nejčastějším, ideálně téměř permanentním kontaktu s matkou tzv. "skin to skin" – už od prvních minut po narození a v prvních několika dnech po porodu. Stejně tak je důležité, aby se miminko hned od začátku výhradně kojilo – jakmile bude samo mít zájem se přisát. Bolestivé "nalití" prsou po 36 hodinách pak nemusí vůbec nastat.
Pocit plnosti prsou mívá většina žen během 36 hod od porodu. Obvykle je to nebolestivé vnímání „těžkosti“. Kojení na vyžádání dítětem je primární způsob, jak lze předejít bolestivému městnání mléka v prsech.
Pokud jsou prsy přeplněny mlékem, stávají se bolestivými. Městnání je důsledkem neodčerpávání dostatečného množství mléka z prsů. Nastává 3 až 7 dní po porodu a objevuje se častěji u prvorodiček. Zvýšený přítok krve, nahromaděné mléko a otok přispívají k bolestivosti. Městnání může postihnout prsní dvorec i celý prs a narušovat kojení jak bolestí, tak i změnou tvaru bradavky a prsního dvorce. To samozřejmě dítěti znesnadňuje správné uchopení prsu a sání. To může způsobit ještě větší podráždění bradavky a také vést k neefektivnímu odvádění mléka, a tím i větší bolesti. Městnání může začít i jako výsledek působení více faktorů, jako jsou bolest bradavky, nesprávná technika kojení, málo časté kojení nebo odloučení matky a dítěte.
Prevencí nebo léčbou je odebírání mléka z prsů – kojením, odstříkáváním nebo odsáváním. Jemná masáž pomůže nastartovat odtok mléka, a tak snížit tlak. Snížený tlak změkčí prsní dvorec, což zároveň umožní krmení dítěte. Efektivitu kojení může také zvýšit teplá voda nebo teplý obklad a odstříknutí trochu mléka před krmením. Podle jiných doporučení je naopak vhodný studený obklad, který sníží prokrvení a otok. Proti bolesti je možné použít paracetamol nebo nesteroidní antiflogistika (např. ibuprofen).

#### Bolestivé bradavky
Bolestivost prsních bradavek je pravděpodobně tou nejčastější potíží, na kterou si ženy po porodu stěžují. Obecně se udává od druhého dne po porodu, ale zlepšuje se během 5 dnů. Bolest po uplynutí prvního týdne, silná bolest, praskání kůže, trhliny a lokalizovaný otok nejsou normální, a proto by žena měla tyto problémy konzultovat s lékařem. Bolestivost bradavek rovněž způsobuje, pokud se dítě nesprávným způsobem přisává k bradavce. To vyvolává zvýšený tlak na bradavku a snižuje efektivitu sání. K problémům rovněž přispívá nesprávné použití odsávačky nebo topických přípravků (mastí, krémů apod.). Může se také jednat o příznak infekce.
Podrážděné bradavky je možné ošetřovat např. regenerační mastí nebo krémem s obsahem panthenolu.

#### Kandidóza
Kandidóza je způsobena kvasinkou (jednobuněčnou houbou) Candida albicans. Příznaky kandidózy prsů jsou bolest, svědění, pálení a zarudnutí. Taktéž mohou být lesklé nebo bílé skvrny na povrchu. U dítěte se může objevit bílý povlak na jazyku, který nelze setřít. Často v ústech dítěte vzniká moučnivka. Infekce se musí zbavit matka i dítě. Léčba zahrnuje lokální podávání antimykotik (antibiotika proti kvasinkám a plísním; nystatin, ketokonazol, mikonazol) na bradavky a do úst dítěte. Je také potřeba důkladně prát prádlo a desinfikovat odsávačku mléka.

#### Městnání mléka
Může dojít k tomu, že mléčné kanálky jsou blokovány a mléko nemůže dobře odtékat. Tento problém může postihnout i jen část prsu. Není způsoben infekcí. Obvykle se dá vyřešit měněním poloh dítěte při kojení a působením tepla před kojením. Pokud se to stane opakovaně, je třeba lékařské vyšetření.

#### Mastitida
Mastitida je zánět mléčné žlázy způsobený bakteriální infekcí. Projevuje se typickými znaky – bolest (dolor), teplota (calor), zarudnutí (rubor) a otok (tumor). Velmi často se objevuje 2–3 týdny po porodu, objevit se však může i jindy. Typickými původci infekce jsou bakterie rodu Staphylococcus a Streptococcus a Escherichia coli. Včasná léčba antibiotiky může předejít komplikacím, jako je vznik abscesu (hnisavého ložiska). Během léčby je potřeba pokračovat v kojení (odběru mléka z prsu) a mít dostatek klidu. V těžkých případech je potřeba podávat antibiotika intravenózně (do žíly).

### Kdy je kojení pro dítě škodlivé
V naprosté většině případů je kojení tím nejlepším pro matku i dítě. Existují však situace, kdy kojení představuje pro dítě zdravotní riziko:
- galaktozémie – vrozená neschopnost trávit mléčný cukr (laktózu). Tento disacharid je složen z glukózy a galaktózy. Po rozštěpení vazby je galaktóza normálně štěpena na glukózu. Pokud tomu tak není, dochází k hromadění galaktózy, které vážně poškozuje játra, ledviny, mozek a oči (šedý zákal). Osoby s galaktozémií se musejí vyhýbat zdrojům laktózy a galaktózy, tedy především mléku (včetně mateřského) a mléčným výrobkům. Postiženým dětem se pak podává sojové mléko, které jinak není obecně kojencům doporučováno. Někdy se zaměňuje s intolerancí (nesnášenlivostí) laktózy a alergií na mléčné bílkoviny;
- infekční onemocnění matky – např. neléčená plicní tuberkulóza;
- užívání léků, které se vylučují do mateřského mléka, může dítěti způsobit zdravotní komplikace, vždy je nutné před započetím léčby zvážit přínosy a rizika;
- užívání návykových látek – kokain, heroin, amfetaminy, konopí, tabák;
- nadměrná expozice těžkým kovům – např. rtuť;
- nadměrná konzumace kofeinu a alkoholu.

## Vliv kojení na alergie, astma a atopický ekzém
Touto problematikou se aktuálně zabývala např. jedna z přednášek 13. setkání lékařů ČR a SR v Litomyšli 2014.
Podobně nedávná studie vylučuje pozitivní vliv používání hypoalergenních mlék na snížení rizik vzniku alergií u dětí na umělé mléčné výživě.[zdroj⁠?!]

## Výživa matky
Výhradně kojené dítě je zcela závislé na mateřském mléku. Proto je důležité, aby matka dbala na dodržování zdravé životosprávy, zejména na kvalitní a dostatečnou stravu. Mléko podvyživené ženy mívá snížený obsah vitaminů A, D, B6 a B12. Rovněž může dojít ke snížené tvorbě mléka.
Neexistují žádná jídla, která by byla při kojení vysloveně zakázána, může se však stát, že dítě bude negativně reagovat na určité jídlo, které matka sní.